# Yvette Williamsová
Yvette Williamsová, později Corlettová  (25. dubna 1929, Dunedin – 13. dubna 2019) byla novozélandská atletka – běžkyně na 80 metrů překážek, koulařka, oštěpařka, diskařka, ale především skokanka do dálky: olympijská vítězka ve skoku do dálky, historicky první žena z Nového Zélandu, která se dokázala stát olympijskou vítězkou. Je nositelkou Řádu Britského impéria (MBE, 1953). Závodila za klub Otago, fungující v Dunedinu při nejstarší novozélandské univerzitě. V době své aktivní dráhy se věnovala rovněž basketbalu.

## Atletická kariéra

### Hry Commonwealthu 1950 v Aucklandu
Yvette Williamsová vstoupila na novozélandskou atletickou scénu již jako juniorka v letech 1947-1948 a první mezinárodní úspěch jí přinesly první poválečné hry Commonwealthu, pořádané doma na Novém Zélandu, v Aucklandu v roce 1950. Williamsová získala zlatou medaili ve skoku do dálky (5,90m) a stříbrnou medaili v oštěpu (37,96 m). Vrh koulí, další z jejích oblíbených a poměrně úspěšných disciplín, tehdy ještě do pořadu her nebyl zařazen.

### Olympijské hry 1952 v Helsinkách
Na své první (a zároveň poslední) olympiádě, v Helsinkách v roce 1952, startovala Yvette Williamsová ve třech disciplínách: nejdříve v hodu diskem (20. července), potom ve skoku do dálky (23. července) a nakonec ve vrhu koulí (26. července).
V disku obsadila 10. místo (40,48m, v kvalifikaci hodila 41,32 m).
Její hlavní disciplínou byl ovšem skok do dálky. Novozélandský rekord 6,14 m, vytvořený v březnu 1952, z ní dělal největší favoritku, vyrovnanou soupeřkou jí ovšem měla být sovětská dálkařka Alexandra Čudinová (před hrami 6,05 m) a obhájkyně olympijského titulu, Maďarka Olga Gyarmatiová. V helsinské kvalifikaci skočila Williamsová 6,16 m – byl to nový národní rekord a bezpečný postup do finále. Finálový boj však Novozélanďanka zahájila velmi špatně: první dva pokusy přešlápla a pro postup do užšího finále jí zbýval už jen jediný skok. A probojovat se do užšího finále bylo tehdy obtížnější nežli nyní - postupovalo jen šest nejlepších, oproti dnešním osmi. Čudinová byla naopak s náskokem v čele (6,14 m). Ve třetím, zajišťovacím skoku však Williamsová přistála na 5,90 m - což ji vyneslo na průběžnou čtvrtou pozici – a mohla pokračovat v soutěži. Hned v dalším, čtvrtém pokusu předvedla skok dlouhý 6,24 m. Byl to další olympijský rekord, vedení v soutěži, nejdelší skok v ženské dálce od konce druhé světové války, pouhý 1 centimetr za světovým rekordem, který v roce 1943 vytvořila nizozemská atletka Fanny Blankers-Koenová. V posledních dvou pokusech, ve kterých Williamsová skočila 6,11 a 5,99 m, ji už žádná soupeřka nedokázala překonat.
Třetí start na helsinské olympiádě absolvovala Yvette Wiliamsová ve vrhu koulí. Výkonem 13,35 m obsadila 6. místo a vytvořila jím nový novozélandský rekord a rekord Commonwealthu.

### Světový rekord ve skoku do dálky
Necelé dva roky po olympijských hrách v Helsinkách, 20. 2. 1954, vytvořila v novozélandském Gisborne nový světový rekord ve skoku do dálky - 6,28 m, který na podzim téhož roku vyrovnala a 18. 11. 1955 v Tbilisi výkonem 6,31 m překonala sovětská dálkařka Galina Vinogradovová. Jako rekord Commonwealthu vydržel tento výkon až do olympijských her 1960 v Římě, kdy ho skokem dlouhým 6,33 m překonala v kvalifikaci 20letá britská dálkařka Mary Bignalová, proslavená později po jménem Mary Randová. Rekord byl IAAF ratifikován jako 6,28 m, přesto se však v některých materiálech objevuje hodnota 6,29 m - na Novém Zélandu byl totiž tento výkon změřen ve stopách a palcích, které byly tehdy v anglosaských zemích na rozdíl od metrických měr používány oficiálně, a výkon Williamsové (7 stop a dva a půl palce) činil při přesném přepočtu 628,65 centimetrů. Jeho matematickým zaokrouhlením směrem nahoru vznikl občas uváděný údaj 6,29 m.

### Hry Commonwealthu 1954 ve Vancouveru
Ve stejném roce, ve kterém vytvořila světový rekord ve skoku do dálky, triumfovala Williamsová na svých druhých hrách Commonwealthu, které v červenci a srpnu 1954 hostil kanadský Vancouver. Startovala tu dokonce ve čtyřech individuálních disciplínách. Nejdříve vyhrála v novém rekordu Commonwealthu (13,96 m) vrh koulí. Potom byla šestá v běhu na 80 metrů překážek (11,4 sekundy s větrem v zádech, v rozběhu rovněž s větrem 11,3) a 7. srpna 1954 vybojovala dokonce dvě zlaté medaile během jediného dne: vyhrála hod diskem (45,01 m) a skok do dálky (6,08 m).

## Osobní život
Po roce 1954 už Williamsová závodila jen rekreačně. Vdala se za novozélandského reprezentanta v basketbalu a softbalu Buddyho Corletta, se kterým měla čtyři děti. Sportovní kariéru ukončila v roce 1956 a celý život zůstala věrná životu na Novém Zélandu, kde se věnovala pedagogické práci v oblasti sportu.
V novozélandském Dunedinu je po ní pojmenována vesnička poskytující služby a bydlení seniorům (Yvette Williams Retirement Village).

## Vyznamenání
- člen Řádu britského impéria – 30. prosince 1952 – za služby pro ženskou atletiku
- společník Řádu za zásluhy Nového Zélandu – 31. prosince 2010 – za služby pro ženskou atletiku[1]
- dáma společník Řádu za zásluhy Nového Zélandu in memoriam – 3. června 2019[2][3]

## Osobní rekordy Yvette Williamsové
- 80 metrů překážek 11,5 s (Melbourne 20. 3. 1954)

- skok do dálky 6,28 m (Gisborne 20. 2. 1954)

- vrh koulí 13,96 m (Vancouver 31. 7. 1954)

- hod diskem 47,85 m (Gisborne 20. 2. 1954)

- hod oštěpem 37,96 m (Auckland 9. 2. 1950)

- pětiboj 3569 bodů (Dunedin - březen 1952)

- štafeta 4x110 yardů 48,4 s (Auckland - únor 1951)

## Rekordy Commonwealthu Yvette Williamsové

### skok do dálky
5,90 m Auckland, 11.2.1950
6,08 m 13.1.1951
6,13 m Melbourne, 21.1.1951
6,14 m Baclutha, 15.3.1952
6,16 m Helsinky, 23.7.1952 (olympijský rekord)
6,24 m Helsinky, 23.7.1952 (olympijský rekord)
6,28 m Gisborne, 20.2.1954 (světový rekord)

### vrh koulí
13,35 m Helsinky, 26.7.1952
13,96 m Vancouver, 31.7.1954

### hod diskem
46,18 m Gisborne, 9.1.1954
47,85 m Gisborne, 20.2.1954

## Yvette Williamsová v atletických tabulkách své doby

### světové tabulky ve skoku do dálky žen v roce 1952
6,24 Yvette Williamsová (Nový Zéland), 1929, 1, Helsinky 23.7.1952
6,14 Alexandra Čudinová (SSSR), 1923, 2, Helsinky 23.7.1952
6,05 Francina Blankers-Koenová (Nizozemsko), 1918, 1, Amstrodam 17.8.1952
6,02 Kathleen Russelová (Jamajka), 1927, 1, Kingston 30.5.1952
5,98 Valentina Litujevová (SSSR), 1930, 1, Leningrad 24.8.1952
5,96 Olga Gyarmatiová (Maďarsko), 1924, 2, Kyjev 11.6.1952
5,96 Ljudmila Curevičová (SSSR), 3, Kyjev 11.6.1952
5,94 Irmgard Schmelzerová (SRN), 1921, 1, Kassel 10.8.1952
5,93 Verna Johnstonová (Austrálie), 1930, 1, Belfast 25.6.1952
5,93 Anneliese Seonbuchnerová (SRN), 1929, -, Mnichov 5.10.1952

### dlouhodobé světové tabulky ve skoku do dálky žen k 31.12.1952
6,25 Francina Blankers-Koenová (Nizozemsko), 1918, 1, Leiden 19.9.1943
6,24 Yvette Williamsová (Nový Zéland), 1929, 1, Helsinky 23.7.1952
6.21 Elfriede Brunemannová-von Nitzschová (Německo), 1920, 1, Hannover 4.9.1949
6,14 Alexandra Čudinová (SSSR), 1923, 2, Helsinky 23.7.1952
6,125 Stanislawa Walasiewiczová (Polsko), 1911, Cleveland 18.6.1939
6,12 Christel Schulzová (Německo), 1921, 1, Berlín 3007 1939
6,07 Erika Junghannsová (Německo), 1919, 1, Weissenfels 2.10.1938
6,07 Rie Janaučiová (Japonsko), 1922, 1, Sakai 31.8.1947
6,05 Kijoko Sugimuraová (Japonsko), 1929, 1, Niigata 6.8.1951
6,02 Kathleen Russelová (Jamajka), 1927, 1, Kingston 30.5.1952

## Výkony Yvette Williamsové v jednotlivých sezónách
(v závorce pořadí ve světovch tabulkách jednotlivých sezón, symbol = označuje rovnost výkonu dvou či více atletek)

### skok do dálky
1948 --- 5,45 m (53=)
1949 --- 5,77 m (9)
1950 --- 5,90 m (3=)
1951 --- 6,137 m (1)
1952 --- 6,24 m (1) - s nedovolenou podporou větru 6,293
1953 --- 5,943 m (5)
1954 --- 6.286 m (1)

### 80 metrů překážek
1949 --- 12,0 (28=)
1954 --- 11,5 (29=) - s nedovolenou podporou větru 11,3

### vrh koulí
1952 --- 13,35 m (18)
1953 --- 13,535 m (19)
1954 --- 13,96 m (15=)

### hod diskem
1951 --- 40,94 m (36)
1952 --- 41,32 m (50=)
1953 --- 44,94 m (13=)
1954 --- 47,85 m (6)

### hod oštěpem
1950 --- 37,96 m (85)

### pětiboj
(podle bodovacích tabulek z roku 1950)
1952 --- 3569 bodů (3)

### štafeta 4 × 100 m
1951 --- 48,4/4x110 yardů tým Otago s Williamsovou na druhém úseku (5=)